# Едгар Міттельгольцер
Едгар Остін Міттельгольцер (16 грудня 1909 — 5 травня 1965) — гаянський прозаїк, перший прозаїк із Вест-Індії, який утвердився в Європі та отримав значну європейську читацьку аудиторію. Міттельгольцера, який заробляв на життя майже виключно написанням художньої літератури, вважають першим професійним романістом, який походить з англомовних країн Карибського басейну. У його романах персонажі та ситуації походять з різних куточків Карибів, й охоплюють період від раннього періоду поселення Європи до XX століття. Вони описують перетин етнічних груп і соціальних класів, торкаючись тем, що становлять історичний, політичний, психологічний і моральний інтерес. Міттельгольцер, безумовно, є найпліднішим письменником Карибського басейну. Він покінчив життя самогубством в Англії у 1965 році.

## Біографія

### Ранні роки
Народився у Нью-Амстердамі, Британська Гвіана (пізніше Гаяна), другому за величиною місті країни, Едгар Міттельгольцер був другим сином Вільяма Остіна Міттельгольцера, комерційного клерка, та його дружини Розамонд Мейбл, уродженої Леблан. Він має змішане походження серед його пращурів мешканці Швейцарії, Франції, Великої Британії та Африки. Він здобув освіту у середній школі Бербіс і, здається, з раннього віку відреагував проти свого колоніального оточення середнього класу. Він працював на різних чорнових роботах, починаючи писати та публікувати свої роботи на місцевому рівні, його першою публікацією стала «Creole Chips» (1937).
Вихід його книги «Corentyne Thunder» знаменував народження роману у Гаяні. Вона була написана у 1938 році, коли Міттельгольцеру було 29, він жив і працював на випадкових заробітках у Нью-Амстердамі. Рукопис було надіслано до Англії, і лише у 1941 році видавець Eyre &amp; Spottiswoode погодився на публікацію.
У грудні 1941 року, під час Другої світової війни, Міттельгольцер виїхав з Гаяни до Тринідаду у складі Королівського військово-морського резерву Тринідаду (КВМРТ). Свою службу у КВМРТ він згадував як «одну з найчорніших і найнеприємніших інтерлюдій» свого життя. Звільнений за станом здоров'я у серпні 1942 року, він вирішив оселитися у Тринідаді, у березні того ж року одружившись з місцевою жителькою Ромою Галфгайд.

### Смерть
У його останньому, посмертному романі, головний герой рятується від божевілля, підпалюючи себе. 5 травня 1965 року, у віці 55 років, Міттельгольцер вчинив самоспалення, облившись бензином у полі поблизу Фарнгема, Суррей, і запалив сірник.

## Спадщина
Серію лекцій Едгара Міттельгольцера розпочав А. Дж. Сеймур через два роки після смерті Міттельгольцера, а потім проводились періодично. Під егідою Департаменту культури її стали проводити щорічно. За словами «Гаяна кронікл»: «Ця серія лекцій пам'яті, як і Премія Гаяни з літератури, є унікальною у Карибському басейні, де її сприймають як бажане визнання мистецтва, митця та художніх досягнень. Тому щоразу, коли це можливо, знаходять видатного жителя Гаяни, якого просять прочитати лекцію пам'яті Міттельгольцера, яку сприймають з повагою, і вся літературна спільнота, включно з вченими й академіками, вважає це командним виступом».

## Вибіркова бібліографія
- Creole Chips (1937, self-published)
- Corentyne Thunder (1941; London: Secker & Warburg), Peepal Tree Press, 2009, ISBN 978-1-84523-111-8
- A Morning at the Office (1950; London: Hogarth Press), Peepal Tree Press, 2010, ISBN 978-1-84523-066-1
- Shadows Move Among Them (1951; Philadelphia: Lippincott), Peepal Tree Press, 2010, ISBN 978-1-84523-091-3
- Children of Kaywana (1952; London: Secker & Warburg), ISBN 978-0-586-06491-7
- The Weather in Middenshot (1952; London: Secker & Warburg)
- The Life and Death of Sylvia (1953), Peepal Tree Press, 2010, ISBN 978-1-84523-120-0
- Kaywana Stock: The Harrowing of Hubertus (1954; London: Secker & Warburg), ISBN 978-0-450-00079-9
- The Adding Machine: A Fable for Capitalists and Commercialists (1954; Kingston: Pioneer Press)
- My Bones and My Flute (1955; London: Secker & Warburg), ISBN 978-0-582-78552-6
- Of Trees and the Sea (1956; London: Secker & Warburg)
- A Tale of Three Places (1957; London: Secker & Warburg)
- Kaywana Blood (1958; London: Secker & Warburg), ISBN 978-0-553-12376-0
- The Weather Family (1958; London: Secker & Warburg)
- With a Carib Eye (travel) (1958; London: Secker & Warburg, 1965)
- A Tinkling in the Twilight (1959; London: Secker & Warburg)
- Latticed Echoes (1960; London: Secker & Warburg)
- Eltonsbrody (1960; London: Secker & Warburg)
- The Mad MacMullochs (1961; London: Peter Owen)
- Thunder Returning (1961; London: Secker & Warburg)
- The Piling of Clouds (1961; London: Secker & Warburg)
- The Wounded and the Worried (1962; London: Putnam)
- Uncle Paul (1963; London: McDonald)
- A Swarthy Boy: A Childhood in British Guiana — autobiography (1963; London: Putnam)
- The Aloneness of Mrs Chatham (1965; London: Library 33)
- The Jilkington Drama (1965; New York: Abelard-Schuman)

Критика
- Birbalsingh, F. M., «Edgar Mittelholzer; novelist or pornographer?», in Journal of Commonwealth Literature, no. 7 (July 1969), pp. 80–103.
- Cartey, Wilfred, «The rhythm of society and landscape», in New World Quarterly, Guyana Independence Issue (1966), pp. 97–104.
- Collymore, Frank A., «A Biographical Sketch» in Bim, vol. 10, no. 41 (June/December 1965), pp. 23–6.
- Gilkes, Michael, «The Spirit in the Bottle — a reading of Mittelholzer's A Morning at the Office», in World Literature Written in English vol. 14, no. 1 (April 1965), pp. 237–52.
- Guckian, Patrick, «The Balance of Colour — A reassessment of the work of Edgar Mittelholzer», in Jamaica Journal, vol. 4, no. 1 (March 1970), pp. 38–45.
- Seymour, A. J., «An Introduction to the Novels of Edgar Mittelholzer», in Kyk-Over-Al, vol. 8, no. 24 (December 1958), pp. 60–74.
- Sparer, Joyce L., «Attitudes towards 'Race' in Guyanese Literature», in Caribbean Studies, vol. 8, no. 2 (July 1968), pp. 23–63.